# Тарна-Маре (комуна)
Тарна-Маре (рум. Tarna Mare) — комуна у повіті Сату-Маре в Румунії. До складу комуни входять такі села (дані про населення за 2002 рік):
- Бочкеу (647 осіб)
- Валя-Сяке (1129 осіб)
- Вегаш (6 осіб)
- Тарна-Маре (1936 осіб) — адміністративний центр комуни

Комуна розташована на відстані 463 км на північний захід від Бухареста, 40 км на північний схід від Сату-Маре, 149 км на північ від Клуж-Напоки.

## Населення
За даними перепису населення 2002 року у комуні проживали 3718 осіб.
Національний склад населення комуни:
| Національність | Кількість осіб | Відсоток |
| -------------- | -------------- | -------- |
| румуни         | 3333           | 89,6%    |
| угорці         | 169            | 4,5%     |
| цигани         | 166            | 4,5%     |
| українці       | 27             | 0,7%     |
| німці          | 23             | 0,6%     |

Рідною мовою назвали:
| Мова       | Кількість осіб | Відсоток |
| ---------- | -------------- | -------- |
| румунська  | 3527           | 94,9%    |
| угорська   | 182            | 4,9%     |
| німецька   | 7              | 0,2%     |
| українська | 2              | 0,1%     |

Склад населення комуни за віросповіданням:
| Релігія                                       | Кількість осіб | Відсоток |
| --------------------------------------------- | -------------- | -------- |
| православні                                   | 3284           | 88,3%    |
| римо-католики                                 | 172            | 4,6%     |
| п'ятдесятники                                 | 140            | 3,8%     |
| реформати                                     | 54             | 1,5%     |
| баптисти                                      | 13             | 0,3%     |
| греко-католики                                | 5              | 0,1%     |
| бретрени                                      | 1              | < 0,1%   |
| лютерани (Синодально-пресвітеріанська церква) | 1              | < 0,1%   |
| не вказали релігію                            | 2              | 0,1%     |